# Vicente Castaño
Pour les articles homonymes, voir Castano.
José Vicente Castaño Gil (né le 2 juillet 1957 à Amalfi, Antioquia et décédé en 2007), également connu sous le nom de El Profe,, est un ancien paramilitaire, terroriste et narcotrafiquant colombien. Son sort reste incertain et sa mort est présumée, bien que les autorités colombiennes disposent d’indices laissant penser qu’il est toujours en vie,. Vicente Castaño fait l'objet d'une demande d'extradition par la Cour du sud de New York pour trafic de drogue.
Il est le frère de Fidel Castaño, fondateur des Autodéfenses paysannes de Córdoba et Urabá (ACCU), mort en 1994, et de Carlos Castaño, fondateur et leader des Autodéfenses unies de Colombie (AUC), assassiné en 2004. Sa mort est supposée avoir été ordonnée par Vicente Castaño.
Connu sous le nom de El Profe, en raison de ses connaissances en agriculture, qui rappelaient le personnage de télévision colombien Professeur Yarumo.

## Biographie
Né à  Amalfi, Antioquia, en 1957, Vicente Castaño fait partie de la famille Castaño Gil liée au paramilitarisme et au trafic de drogue. Son frère aîné Fidel Castaño est le fondateur des Autodéfenses paysannes de Córdoba et Urabá (ACCU), organisation précurseure des Autodéfenses unies de Colombie. Ces dernières ont ensuite intégré les ACCU comme blocs ou sous-structures. Son frère cadet Carlos Castaño fonde et dirige les Autodéfenses unies de Colombie (AUC), un groupe armé d’extrême droite.
Avec ses frères, il collabore dans les années 1980 avec le Cartel de Medellín, dont ils se séparèrent ensuite pour créer leurs propres groupes paramilitaires.
Selon des rapports judiciaires, Vicente Castaño serait impliqué dans le narcotrafic depuis les années 1990, alors qu’il était commandant des AUC, en vendant des blocs paramilitaires à des narcotrafiquants désireux d’éviter l’extradition vers les États-Unis. Il est accusé d’avoir ordonné l’assassinat de son frère Carlos pour empêcher ce dernier de dénoncer l’entrée des narcotrafiquants dans les AUC.
Il se démobilise des AUC le 3 septembre 2006 avec le Bloc centaures des autodéfenses unies de Colombie, mais retourne dans la clandestinité après que le gouvernement ordonne en août 2006 l'incarcération des chefs démobilisés dans la prison de haute sécurité d'Itagüí. Avant sa disparition, Castaño avait annoncé qu’il allait révéler les liens entre les chefs d’entreprise et les paramilitaires, ainsi que le recrutement d’ex-guérilleros dans les rangs paramilitaires.
Outre le fait d'avoir été un des chefs des Autodéfenses unies de Colombie (AUC), il est considéré, avec Daniel Rendon Herrera, alias Don Mario, comme le fondateur des Águilas Negras, un groupe narcoparamilitaire actif après la démobilisation des AUC, étroitement lié au trafic de stupéfiants. Cette organisation criminelle disparait en 2009 avec la capture de Don Mario, et ses anciens membres ont intégré le Clan del Golfo, également fondé par Don Mario, connu auparavant comme Los Urabeños, Bloc Héros de Castaño ou Clan Usúga.

### Fugitif de la justice
Bien qu'il ait disparu depuis 2006, à tel point que certains ont spéculé sur son assassinat, Vicente Castaño est recherché non seulement par les autorités de Colombie, mais aussi par le Gouvernement fédéral des États-Unis, qui l'accuse d'être l'un des principaux chefs des anciennes Autodéfenses, organisation qualifiée de « terroriste étrangère », et d'être « responsable de la production de cocaïne et du transport d’envois de plusieurs tonnes » de drogue vers les États-Unis. Il fait également l'objet d’une inculpation officielle à New York pour « conspiration en vue d'importer de la cocaïne et blanchiment d’argent ». Le gouvernement américain offre une récompense de 5 000 000 $ pour sa capture.
Plusieurs personnes liées au paramilitarisme, comme Miguel Ángel Mejía Múnera, affirment que Vicente Castaño est mort, mais ignorent ou n’ont pas révélé l’emplacement de ses restes, si bien que la justice n'a pas pu corroborer cette version. Mejía Múnera déclare également que Castaño avait ordonné la création et le maintien des bandes émergentes au cas où le processus de paix avec les paramilitaires échouerait.
De même, l’ancien procureur général Mario Iguarán reçoit un rapport de l’ancien Departamento Administrativo de Seguridad (DAS) indiquant : « Le 22 août 2007, un document manuscrit est reçu d’un individu s'identifiant comme N.N. alias El Gordo, dans lequel il est établi que l’homicide de Vicente Castaño a eu lieu le 17 mars 2007 dans une ferme située entre les municipalités de Nechí (Antioquia) et Ayapel (Córdoba)... ».
Selon Rodrigo Zapata Sierra, homme de confiance des Castaño, Vicente aurait été assassiné avec une machine à couper la canne à sucre ou se serait suicidé, se sachant perdu, et ses restes auraient été jetés dans le fleuve Cauca Cependant, Ever Veloza, alias HH, affirme en mai 2008 ne pas croire à sa mort, car Castaño lui avait dit que « si le processus échouait, il se cacherait comme les rats dans les égouts et ne montrerait plus jamais son visage au pays ».
Le bureau du procureur général accuse Jesús Ignacio Roldán, alias Monoleche (bras droit et garde du corps de Vicente Castaño, chef des sicaires des AUC, et assassin avoué de Carlos Castaño sur ordre de son frère Vicente), en 2015, d’avoir ordonné l'assassinat de Luis Fernando Claros, comptable de Vicente Castaño, afin de s'approprier ses biens. En 2020, une version donnée par Richard Maok, connu comme « le Hacker du Parquet », affirme que Vicente Castaño serait vivant et résiderait en Allemagne sous une nouvelle identité. Il est également accusé d’avoir ordonné l'assassinat de son frère Carlos Castaño, afin d'empêcher celui-ci de révéler la coopération existante entre les narcotrafiquants et les paramilitaires.
En 2017, deux fermes lui appartenant, administrées par son épouse Luz Marina Ruiz Arroyave, à Cundinamarca et Antioquia, sont saisies par le bureau du procureur général.
En 2021, son frère Héctor Castaño Gil perd un litige devant la Cour suprême de justice concernant un bien acheté à Vicente Castaño en 1994.

## Crimes et condamnations
Il est accusé d'avoir ordonné l’attentat contre le dirigeant syndical Wilson Borja en décembre 2000. Il est aussi accusé d'avoir ordonné les assassinats des ex-députés d’Arauca Alfredo Colmenares Chía et Octavio Sarmiento.
En 2005, le procureur David Kelly du district sud de New York, avec Diego Murillo Bejarano, alias Don Berna, l'accuse d’avoir exporté « des milliers de kilos de cocaïne vers les États-Unis » et d’avoir fourni des complices pour importer de grandes quantités de cocaïne depuis la Colombie,.
En 2011, il est condamné avec huit autres paramilitaires à 40 ans de prison pour l’assassinat de son frère Carlos Castaño Gil en 2004. En 2016, il est condamné à sept ans de prison pour le déplacement forcé du président du Syndicat National de l'Industrie alimentaire de Bugalagrande (Sintrainal), Álvaro Romero González, et de sa famille. Toujours en 2016, condamné pour le meurtre de l’ex-guérillero Julio Enrique Galeano, survenu en 2002.
En 2021, le Cas Calonge, un litige judiciaire sur des terres et des propriétés laissées par Vicente Castaño dans l'Urabá.
Condamné pour les assassinats de l’éducateur Marco Antonio Beltrán Banderas et du photographe Alexánder Amaya Bueno.
Accusé de l'enlèvement contre rançon de Diego Quiguanas González, dirigeant du syndicat des services publics (Sintremcali).
Condamné pour les assassinats de James Raúl Ospina, leader syndical de Tulua (Valle del Cauca), et du professeur Germán Carvajal Ruiz, d’Obando (Valle del Cauca).

## Dans la culture populaire
Dans la série Tres Caínes, il est interprété par l’acteur Elkin Díaz.